# Heavenly Sword
Heavenly Sword ist ein von Ninja Theory entwickeltes und von Sony Computer Entertainment Europe publiziertes Videospiel für die PlayStation 3.

## Handlung
Das Spiel folgt der Geschichte Narikos, einer leidenschaftlichen rothaarigen Kriegerin, deren Volk lange das „Heavenly Sword“ beschützte. Die „Gottesklinge“ hat eine unermessliche Macht, die sie von der Lebenskraft des Trägers bezieht. Wird sie zu oft genutzt, kann sie den Träger auch töten. Ein machthungriger Herrscher, König Bohan, will das Schwert, um von der zerstörerischen Kraft zu profitieren.
Zu Beginn wird der Spieler in die finale Schlacht mit Bohans Armee geworfen. Nachdem Nariko einige Soldaten niederstrecken kann, wird sie schließlich von dem Fluch des Schwertes überwältigt und stirbt. Nariko wacht auf einer Lichtung auf, beklagt die Entscheidung des Schwertes, sie in solch einem kritischen Moment zu holen, und erinnert sich an die letzten fünf Tage vor ihrem finalen Kampf.
Narikos Volk wird von König Bohans Streitkräften überfallen, und ihr Vater Shen vertraut ihr das „Heavenly Sword“ an. Gemeinsam kämpfen sie mit ihren Stammesmitgliedern um die Festung, können jedoch die Verteidigung nicht aufrechterhalten und fliehen. Als Bohans Armee ihren Vater fängt und sie in die Enge treibt, bleibt ihr nichts anderes übrig, als das „Heavenly Sword“ einzusetzen, um sich zu verteidigen und zu fliehen.
Kai, die Shens Anordnungen sich zu verstecken missachtet hat, findet Nariko und informiert sie, wo ihr Vater und die anderen Stammesmitglieder gefangen gehalten werden. Nariko infiltriert den Tempel und kämpft gegen Bohans General Flying Fox. Sie besiegt ihn und sucht weiter nach ihrem Vater, der als Köder von Whiptail, einer weiteren Untergebenen Bohans, festgehalten wird. Nariko gerät in ihren Hinterhalt und kämpft schließlich gegen Whiptail, die ihr mitteilt, dass Narikos Vater sie nach ihrer Geburt töten wollte. Nariko bittet ihren Vater zu gehen, um gegen Whiptail allein zu kämpfen. Nachdem Nariko sie an den Rand einer Niederlage bringt, taucht König Bohan auf und tötet Whiptail. Nariko wird bewusstlos und von Bohan gefangen genommen.
Als Nariko erwacht erkennt sie, dass sie das Schwert verloren hat. Es ist nun in König Bohans Besitz, der es sicher in seiner Waffenkammer aufbewahrt. Währenddessen ist Kai auf dem Weg zu Narikos Zelle, um sie zu befreien und zu bitten nach Hause zu kommen. Nariko will jedoch mit dem „Heavenly Sword“ König Bohan töten. Kai kann das Schwert finden, stößt dabei aber auch auf die Leiche ihrer Mutter, ausgestellt als Trophäe, die vor Jahren von Flying Fox, vor Kais Augen, getötet worden war.
Flying Fox taucht plötzlich auf und greift Kai an, die gerade noch mit dem Schwert entkommen kann. Bohan zwingt währenddessen Nariko, in einer Grube gegen ihre Stammesbrüder und monströse Kreaturen, die Orangumen, anzutreten. Während des Kampfes gegen die Monster taucht Kai auf und wirft Nariko das Schwert zu. Nariko besiegt die Monster und auch Bohans Sohn Roach, der Nariko töten will. Nariko und Kai fliehen, und Bohan befiehlt Flying Fox, Kai zu töten.
Flying Fox trennt Kai von Nariko, und Nariko verfolgt sie verzweifelt, um zu verhindern, dass er Kai ermordet. Als sie ihn schließlich einholt, sieht sie nur noch wie Kai, an einem Seil hängend, aus großer Höhe herabfällt. In dem Glauben, dass Kai tot ist, kämpft Nariko mit Flying Fox, als Kai sich plötzlich bewegt, nach ihrer Armbrust greift und Flying Fox erschießt. Nariko bringt die verletzte Kai zurück zu ihrem Clan.
König Bohan sammelt seine Männer, um einen finalen Angriff zu starten und das Schwert zu bekommen. Nariko kämpft ein weiteres Mal neben ihrem Vater und Stammesbrüdern. Nariko tötet, mit Leichtigkeit, zahllose Soldaten und zerstört Bohans Katapulte. Doch trotz ihrer Anstrengungen, fällt sie zu Boden und stirbt. Das Spiel setzt wieder dort an, wo die Geschichte am Anfang begonnen hat. Doch diesmal macht Nariko ihren Tod rückgängig, indem sie einen Pakt mit dem Schwert schließt, in dem sie verspricht, es davor zu schützen eine Kriegstrophäe zu werden.
Nariko steigt herab, zurück auf das Schlachtfeld, als weiße strahlende Göttin. Bohan spricht zu seinem Raben, den er während des gesamten Feldzugs bei sich hatte, und bittet ihn, ihm die Macht zu geben, Nariko zu besiegen. Bohans Wunsch wird erfüllt: Der Rabe besetzt seine Körper und verwandelt ihn in einen dunklen geflügelten, fast unbesiegbaren, Dämonen. Ein epischer Kampf entbrennt – doch Nariko kann Bohan besiegen. Der Rabe verlässt Bohans Körper und pickt Bohan, der um Gnade bettelt, die Augen aus und fliegt davon. Nariko entschließt sich den hilflosen Bohan nicht zu töten und erlaubt seinem Sohn Roach, ihn fortzutragen.
Obwohl sie das Schwert erfolgreich gegen das Böse beschützen konnte, muss Nariko ihr Leben als Preis für die Nutzung der Macht bezahlen. Und die Geschichte kommt zu ihrem Ende... Nariko erzählt ihrem Vater, dass ihr Kampf für die Prophezeiung umsonst war und dass sie nicht der vom Himmel geschickte Krieger ist, sondern dass sie sich entschied, die Auserwählte zu sein, die ihre Leute vor dem Bösen rettet. Sie nahm das Schwert, bezahlte den Preis und besiegte Bohans Armee, aber trotzdem war sie noch immer eine normale Frau.
Sie deutet auch an, dass das Schwert nicht aus dem Himmel stammt, wie sie glaubten, aber irgendwo anders her kommt. Nariko heilt Kai und gibt ihr das Schwert zur Verwahrung, bevor sie schließlich stirbt. Auf der Beerdigung wird Narikos Körper in ein Boot, gefüllt mit Blüten, gelegt, und Kai und Shen schicken sie hinaus auf See.

### Die Prophezeiung
Narikos Kriegerstamm glaubt an die Prophezeiung eines Kriegers mit einem göttlichen Schwert, „Heavenly Sword“ genannt, der vom Himmel gesandt wurde, um sie vor dem ultimativen Bösen zu verteidigen. Als der Krieger die Aufgabe erfüllt hatte, ließ er die Klinge auf der Erde zurück und verschwand. Viele Menschen waren trunken vor Gier, die Macht zu kontrollieren, und mordeten, um in ihren Besitz zu gelangen. Narikos Stamm beendete die Gewalt und übernahm die gefährliche Aufgabe, das Schwert vor Missbrauch zu schützen.
Der Stamm glaubt, dass eines Tages, im Jahr des Feuer-Pferdes, ein vorherbestimmter männlicher Erbe geboren werde, der das Schwert als rechtmäßiger Besitzer beanspruchen würde. Sobald dies passiert, würde Frieden und Ruhe in das Land einkehren und niemand würde mehr um das Schwert kämpfen. Ihre Hoffnung wurde jedoch zerschlagen, als am Tag des Feuerpferds nicht ein männliches, sondern ein weibliches Kind, Nariko, zur Welt kam, während ihre Mutter bei der Geburt starb. Ihr Vater Shen geriet in Versuchung, Nariko zu ermorden, aber die Schuld wog zu schwer und stattdessen zog er das Mädchen auf und trainierte sie zu einer Kriegerin.

## Spielprinzip und Technik
Die Spielmechanik von Heavenly Sword ist vergleichbar mit modernen Hack-and-Slay-Spielen wie Devil May Cry oder God of War aus der Third-Person-Perspektive. Es basiert auf Nahkampf und zwischenzeitlichem Fernkampfsequenzen. Der Hauptcharakter Nariko nutzt eine Waffe, „Heavenly Sword“ genannt, die in eine von drei Formen wechselt, je nachdem welchen Angriffsstil der Spieler einsetzt. Die Haltung „Geschwindigkeit“, hält eine Balance zwischen Schaden am Gegner und Schnelligkeit. Das Schwert nimmt hier die Form von zwei separaten Klingen an. „Reichweite“ erlaubt schnelle, weitreichende, aber schwächere Angriffe, mit zwei gleichen, zusammengeketteten Klingen. „Kraft“ ist der stärkste aber auch langsamste Stil, in dem das „Heavenly Sword“ die Form eines großen zweihändigen Schwertes annimmt. Die Übergänge zwischen allen Stilen ist fließend. Während Erforschungen und in bestimmten Kämpfen, nutzt das Spiel Quick-Time-Events. Erscheint das Symbol eines bestimmten Knopfes des Gamepads am Bildschirm, zum Beispiel das Symbol „O“ oder „X“, muss der Spieler diesen Knopf rechtzeitig drücken, um die Szene erfolgreich zu absolvieren. Zusätzlich zu Nariko, kontrolliert der Spieler einen zweiten Charakter in einigen Teilen des Spiels: Kai. Die meisten Missionen, die mit Kai absolviert werden müssen, sind Scharfschützenmissionen, in denen der Spieler, mit Kais Armbrust, Gegner aus der Entfernung erledigen muss. Kai kann keinen Nahkampf bestreiten, aber dafür Level ausgiebiger erkunden, da sie über Objekte springen und Gegner, die sie versuchen festzuhalten, für einen kurzen Augenblick betäuben kann. Projektile können während des Fluges mit der Bewegungssteuerung des Sixaxis Controller der PlayStation 3 gelenkt werden. Dazu gehören Kais abgeschossene Pfeile, aufgehobene Objekte, die geworfen werden, und der „Raketenwerfer“, den Nariko zwischenzeitlich bedient.

## Produktionsnotizen
Heavenly Sword wurde ab 2002 auf der PlayStation 3 durch Ninja Theory entwickelt. In einer frühen Entwicklungsphase lief es auch auf einem Xbox 360 Prototypen; die Version wurde jedoch nach der Übernahme durch Sony Computer Entertainment Europe nicht weiterverfolgt. Das Spiel wurde mithilfe von Havok Complete, einer Kombination aus Havok Physik-Engine und Havok Animation, entwickelt. Schauspieler Andy Serkis, bekannt durch seine Motion-Capture-Arbeit und Stimme für den Charakter Gollum aus den Herr-der-Ringe-Filmen, war der Motion-Capture-Schauspieler von König Bohan, einem der Hauptcharaktere in Heavenly Sword. Er ist außerdem einer der Autoren der Geschichte. Die Musik des Spiels wurde von Nitin Sawhney komponiert und von der Prager Philharmonie umgesetzt. Neben einer Demo, die am 27. Juli 2007 erschien, wurden Ende 2007 zwei weitere spielbare Demos im PlayStation Store veröffentlicht. Die „Nariko-Version“ wurde weltweit veröffentlicht, während die „Kai-Version“ exklusiv im japanischen Store erschien.
Zur Erstausstrahlung der Episode „Parasit“ der Fernsehserie Heroes war in einer Szene, vier Monate vor Erscheinungsdatum, ein achtsekündiger Ausschnitt des Spiels zu sehen. Heavenly Sword wurde im September 2007 in Europa veröffentlicht. Bisher verkaufte es sich weltweit 1,38 Millionen Mal (Stand: Oktober 2009). Der erste für das Spiel erschienene Patch 1.10 integrierte Vibrationen des DualShock-3-Controllers in bestimmten Teilen des Spiels.

### Animiertes Prequel
Vor dem Erscheinen des Spiels wurde eine animierte Serie um Nariko veröffentlicht: Ein Prequel zu den Ereignissen im Spiel. Die Serie, die aus fünf Episoden besteht, wurde von der englischen Firma Blinkink produziert und von CHASE Animation Studios animiert. Die Videos waren Online und durch den PlayStation Store erhältlich. Die ersten beiden Videos waren auch in der Verkaufsversion des Spiels inkludiert. Die übrigen drei konnten nicht rechtzeitig fertiggestellt und somit nicht mehr hinzugefügt werden. Die Videos beleuchten, woher das „Heavenly Sword“ kommt, das Volk, welches das Schwert beschützt, die Herkunft von Bohan, die prophezeite Geburt, Narikos Training als Kind und Kämpfe vor den Ereignissen des Spiels.
Der Stil der animierten Serie unterscheidet sich von der Grafik des Spiels: Die Serie wurde in einem einfachen 2D Stil mit einer Kombination aus Adobe Photoshop, Flash und After Effects hergestellt.

### Sonstiges
- Sony und Ninja Theory erstellten fünf „Making-of“-Videos über die Produktion von Heavenly Sword, von denen jedes einen bestimmten Aspekt der Produktion des Spiels beleuchtete, wie zum Beispiel Musik oder Motion Capture. Die Videos können im Verlauf des Spiels freigeschaltet oder im PlayStation Store heruntergeladen werden.[16]

## Rezeption
Heavenly Sword erhielt vorwiegend positive Bewertungen. Die Rezensionsdatenbank Metacritic aggregiert 64 Rezensionen zu einem Mittelwert von 79. Als positiv aufgenommen wurden die gelungene Präsentation, das Kampfsystem und die Zwischensequenzen. Negativ beanstandeten die Tester die wenigen und mauen Rätseleinlagen, die eintönigen Charaktere und den fehlenden Tiefgang.

„Das Kampfsystem ist simpel, aber durchdacht. Und viele tolle Ideen wie die Möglichkeit, Geschosse selbst zu lenken, runden zusammen mit den fantastischen Zwischensequenzen das Spielerlebnis ab“

„Und trotz (oder wegen) des geringen Umfangs fehlt es an Tiefgang und Abwechslung: Die wenigen Rätsel fielen arg simpel aus, dafür sorgen die Einlagen mit Kai oder der Schusssteuerung für etwas Pfiff.“

„Allerdings erreicht Heavenly Sword zu keinem Zeitpunkt die spielerische Exzellenz eines God of War. Dafür leidet die Übersicht zu häufig, Nariko reagiert mitunter widerspenstig und oft genügt schon das Malträtieren der Angriffstasten. Zudem entwickelt sich die Heldin im Gegensatz zu Kratos nicht weiter, was ihre Geschichte eintöniger macht als die des olympischen Kriegers. Trotzdem ist es bis zuletzt ein Genuss ihr zuzusehen, in Zeitlupe Geschosse ins Ziel zu lenken und die grandiosen Filmszenen zu genießen. Heavenly Sword ist mitreißend – sowohl wegen des straffen Erzähltempos als auch der technisch hervorragenden Einspielungen. Denn besonders die Sequenzen, in denen der ungeheuer real wirkende Antagonist röchelt, zischt und schnaubt, sind überwältigend!“